# Torre de Casanova
La Torre de Casanova o Mas Casanova de la Torre és un mas situat al terme municipal de Moià, a la comarca natural del Moianès (comarca del Bages). Està situada a l'extrem de llevant del terme municipal, a prop del termenal amb Collsuspina. És també a prop i al nord de la carretera N-141c, al punt quilomètric 30,5. És una obra declarada bé cultural d'interès nacional.

## Descripció
És una masia rural orientada a migdia, de planta rectangular i coberta a dues aigües. Es troba tancada per un pati amb parament de pedra, a la part davantera del qual hi ha una torre (possiblement de defensa), de planta quadrada, parament de pedra i coberta de teula a 4 vents. En el portal d'accés d'aquesta torre hi ha un escut amb l'any 1575. Així mateix en el d'entrada a la masia hi ha l'any 1812. A l'interior del pati hi ha les dependències complementàries. (estables, femers, etc.).

## Història
El llinatge dels Casanova es documenta ja des del segle xiii en la persona d'Andreu Casanova, el tronc més antic del llinatge; Andreu Casanova era propietari del mas Casanova a Sant Cugat de Gavadons (Collsuspina), una parròquia propera a Moià que aleshores formava part del terme del castell de Tona. El 1461 el llinatge dels Casanova s'establí al municipi de Moià, on comprà el mas anomenat «Torre de Casanova». Dos segles després els Casanova havien esdevingut una de les famílies més poderoses de la comarca i vers el 1650 deixaren el conreu directe de les terres, abandonaren la «Torre de Casanova», i s'establiren al centre de Moià on compraren una casa pairal que progressivament anaren engrandint, Can Casanova. Des d'allí administraven les seves propietats, masos i terres, i es dedicaven al comerç de gra i llana subministrant a la potent indústria tèxtil de la sotsvegueria del Moianès, i fou en la casa situada al centre de Moià on nasqué Rafael Casanova. Gràcies al portal de pedra amb l'any 1575, sabem que la part més antiga de l'edifici correspon a aquesta torre de defensa. Posteriorment s'han afegit diverses dependències durant els s. XVII i XVIII.